# Рибовілле (округ)
Рибовілле́ (фр. Ribeauvillé) — колишній округ у Франції, в складі департаменту Верхній Рейн регіону Ельзас. 2015 року Рибовілле ввійшов до новоствореного округу Кольмар-Рибовілле.

## Склад
Округ включав у себе 4 кантони:
| Кантон          | Площа, км² | Населення, осіб | Рік  | Адміністративний центр | Кількість муніципалітетів |
| --------------- | ---------- | --------------- | ---- | ---------------------- | ------------------------- |
| Кезерсберг      | 106,2      | 16126           | 1999 | Кезерсберг             | 12                        |
| Лапутруа        | 122,3      | 9696            | 1999 | Лапутруа               | 5                         |
| Рибовілле       | 125,00     | 13302           | 2007 | Рибовілле              | 10                        |
| Сент-Марі-о-Мін | 108,40     | 10703           | 1999 | Сент-Марі-о-Мін        | 5                         |

## Населені пункти
Найбільші населені пункти округу з населенням понад 5 тисяч осіб:
| Муніципалітет   | Населення, осіб | Рік  | Кантон          |
| --------------- | --------------- | ---- | --------------- |
| Сент-Марі-о-Мін | 5604            | 2006 | Сент-Марі-о-Мін |
| Рибовілле       | 5106            | 2007 | Рибовілле       |

| Франція | Це незавершена стаття з географії Франції. Ви можете допомогти проєкту, виправивши або дописавши її. |